# Anastasia Linová
Anastasia Linová (* 1. ledna 1990, provincie Chu-nan) je kanadská modelka a herečka čínského původu.

## Život
Narodila se v Číně, ve věku třinácti let odešla se svojí matkou, profesorkou ekonomie, do Kanady a získala kanadské občanství. Vystudovala na Torontské univerzitě divadelní vědu, historii a politologii. Jako modelka vystupovala na New York Fashion Week, hrála také v několika filmech, obdržela televizní cenu Leo Award. Hlásí se k náboženskému hnutí Fa-lun-kung a publikovala řadu článků, v nichž protestovala proti represím, jimiž jsou vyznavači této víry v Čínské lidové republice vystaveni.
V roce 2015 vyhrála soutěž krásy Miss World Canada a byla nominována na Miss World na čínském ostrově Chaj-nan. Čínské úřady jí však pro její lidskoprávní aktivity odmítly udělit vstupní vízum a soutěže se tak nemohla zúčastnit. Po návratu do Kanady ji MTV zařadila na seznam dvaceti pěti významných osobností mladších dvaceti pěti let.